# Daniela Hantuchová
Daniela Hantuchová, född 23 april 1983 i Poprad i Slovakien (dåvarande Tjeckoslovakien), är en slovakisk tennisspelare.
Hantuchová deltog i det slovakiska Fed Cup-laget 1999-2003 och 2007.

## Grand Slam-titlar (mixed dubbel)

### Titlar (4)
| År   | Mästerskap            | Partner         | Finalmotståndare                  | Setsiffror  |
| 2001 | Wimbledonmästerskapen | Leos Friedl     | Mike Bryan Liezel Huber           | 4-6 6-3 6-2 |
| 2002 | Australiska öppna     | Kevin Ullyett   | Gastón Etlis Paola Suárez         | 6-3 6-2     |
| 2005 | Franska öppna         | Fabrice Santoro | Leander Paes Martina Navrátilová  | 3-6 6-3 6-2 |
| 2005 | US Open               | Mahesh Bhupathi | Nenad Zimonjić Katarina Srebotnik | 6-4 6-2     |

## Övriga WTA-titlar
- Singel
  - 2011 - Pattaya
  - 2007 - Indian Wells, Linz
  - 2002 - Indian Wells
- Dubbel
  - 2006 - Doha, Rom (båda med Ai Sugiyama)
  - 2005 - Birmingham (med Ai Sugiyama), Filderstadt (med Anastasia Myskina)
  - 2002 - Amelia Island, New Haven (båda med Arantxa Sánchez Vicario)
  - 2001 - Luxembourg (med Jelena Bovina)
  - 2000 - Bratislava (med Karina Habšudová)